# Eulepidotis albidus
Eulepidotis albida là một loài bướm đêm trong họ Erebidae.